# Imitação da Vida (1959)
Imitation of Life (bra/prt: Imitação da Vida) é um melodrama americano dirigido por Douglas Sirk, produzido por Ross Hunter e lançado pela Universal-International. Foi o último filme de Sirk em Hollywood e utilizando da colorização em Eastmancolor abordou racismo, classes sociais e questões de gênero. O longa-metragem é a segunda adaptação cinematográfica do romance homônimo de Fannie Hurst (o primeiro a qual teve a direção de John M. Stahl foi lançado em 1934).
Imitação da Vida é estrelado por Lana Turner, John Gavin, Robert Alda, Sandra Dee, Susan Kohner, Juanita Moore e Dan O'Herlihy. Kohner e Moore receberam indicações ao Oscar e ao Globo de Ouro de Melhor Atriz Coadjuvante por suas atuações. A estrela da música gospel Mahalia Jackson aparece no filme como a solista do coral da igreja cantando "Trouble of the World".
Em 2015, a Biblioteca do Congresso dos Estados Unidos selecionou Imitação da Vida para preservação no National Film Registry considerando-o "culturalmente, historicamente ou esteticamente significativo". A versão de 1934 também foi adicionada para preservação em 2005.

## Enredo
Em 1947, Lora Meredith (Lana Turner), uma viúva que sonhava em se tornar uma famosa estrela da Broadway, perde-se de sua filha Susie e pede a ajuda de um estranho Steve Archer (John Gavin) para ajudar a encontrar a garota. Susie é encontrada aos cuidados de Anni Johnson (Juanita Moore), uma mulher negra, viúva com uma filha, Sarah Jane, que tem quase a mesma idade de Susie e, diferente da mãe, tem a pele mais clara. Em troca de sua bondade, Lora acolhe Annie temporariamente por ela não ter aonde ficar com sua filha. Apesar do fato de não ter como pagar uma babá, Annie convence Lora para deixá-la ficar e cuidar de Susie para que Lora possa prosseguir com sua carreira de atriz.
Com lutas ao longo do caminho, Lora torna-se um sucesso no teatro, com Alan Loomis (Robert Alda) como seu agente e David Edwards (Dan O'Herlihy), como seu chefe dramaturgo. Lora, embora tenha iniciado um relacionamento romântico com Steve, o estranho que conheceu na praia, desiste do namoro para correr atrás de seu sonho de ser um estrela. Sempre com o foco na carreira, Lora passa a negligenciar cada vez mais a sua filha, enquanto Annie tenta ser um exemplo maternal também para Susie. Annie e Sarah Jane também tem suas próprias lutas, com a pele clara e em constante conflito de identidade, Sarah Jane está sempre querendo ser aceita como branca. A vergonha e raiva da garota pela sua raça causam enorme sofrimento à mãe.

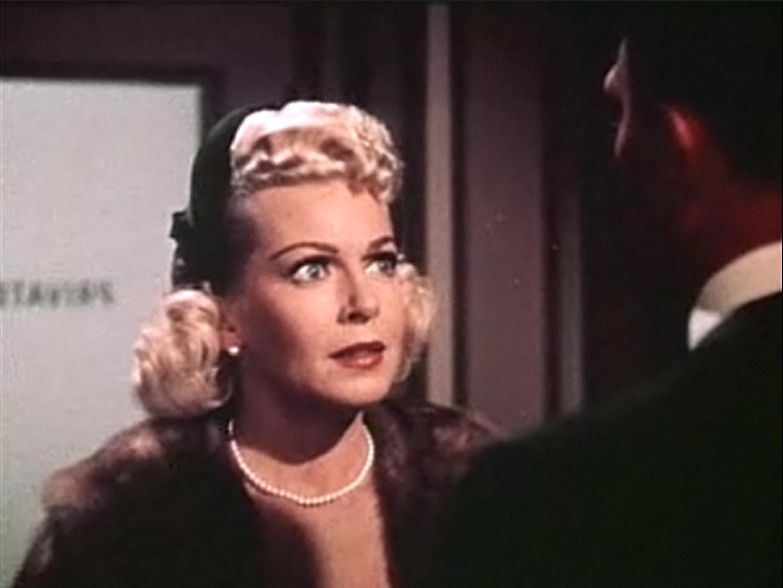
Lana Turner como Lora Meredith

O filme avança para 1958, encontrando Lora estabelecida e considerada uma estrela da Broadway, vivendo em uma luxuosa casa ao norte do estado de Nova Iorque. Após recusar o último script de David (e sua proposta de casamento), Lora consegue um papel numa peça dramática. Na festa, após a apresentação dela, ela reencontra Steve, a quem não via há uma década. Os dois aos poucos começam a reavivar a relação. Quando Lora assina um contrato com um filme italiano, pede a ele que cuide de Susie e a garota se apaixona pelo namorado da mãe.
Na adolescência, Sarah Jane não para de tentar se passar por branca e começa um namoro com um rapaz branco, que a agride assim que descobre sua origem. Logo depois Sarah Jane engana a mãe dizendo que trabalha em uma biblioteca e passa a se apresentar com um nome falso numa boate de baixa categoria. Quando Annie descobre vai ao encontro da filha e esta é despedida da boate, sai de casa e logo começam os problemas de saúde de Annie. Lora volta de sua viagem à  itália e sabe do sumiço de Sarah Jane, pede a Steve que descubra o paradeiro da menina através de um detetive. O detetive a encontra na Califórnia, vivendo como uma mulher branca sob um nome fictício e trabalhando como corista. Annie, cada vez mais fraca e deprimida vai para a Califórnia para ver a filha pela última vez e se despedir.
Annie fica de cama após retornar a Nova Iorque, Lora e Susie passam a cuidar dela. O sentimento de Susie por Steve se torna um problema quando Susie descobre que ele e sua mãe estão prestes a se casar. Annie conta a Lora sobre o que Susie sente por Steve. Após um confronto com a mãe, Susie decide ir fazer faculdade em Denver, Colorado para esquecer Steve. Tempos depois Annie morre. É dado a ela um grande funeral, em uma igreja, com um coro Gospel e uma procissão. Pouco antes disto acontecer, uma arrependida Sarah Jane aparece entre lágrimas no meio da multidão e debruça sobre o caixão da mãe implorando perdão. Lora a leva para o carro para se juntar a ela, Susie e Steve na procissão rumo ao enterro de sua mãe.

## Elenco
- Lana Turner como Lora Meredith
- Juanita Moore como Annie Johnson
- John Gavin como Steve Archer
- Sandra Dee como Susie Meredith
- Susan Kohner como Sarah Jane Johnson
- Robert Alda como Allen Loomis
- Dan O'Herlihy como David Edwards
- Karin Dicker como Sarah Jane Johnson (aos 8 anos)
- Terry Burnham como Susie Meredith (aos 6 anos)
- John Vivyan como um "homem Jovem"
- Lee Goodman como fotógrafo
- Ann Robinson como Show Girl
- Troy Donahue como Frankie
- Sandra Gould como Recepcionista
- David Tomack como Homem Corpulento
- Joel Fluellen como Ministro
- Jack Weston como gerente de palco
- Billy House como Homem Gordo
- Maida Severn como Professora
- Than Wyenn como Romano
- Peg Shirley como Fay
- Mahalia Jackson como solista do coro

## Produção
O roteiro foi escrito por Eleanore Griffin e Allan Scott. Juntamente com discussões com o diretor Douglas Sirk, eles decidiram fazer mudanças na história para refletir a sociedade de 1959. Como resultado, o enredo desse remake difere do romance de 1933 e de seu filme lançado em 1934. No romance e sua primeira adaptação cinematográfica, a personagem Bea Pullman (Claudette Colbert) tornou-se bem-sucedida com a produção comercial da receita de waffle da família de sua empregada, Delilah (Louise Beavers). Como resultado, a empresária branca enriquece. Ela oferece a Delilah 20% dos lucros, mas a mulher recusa e opta por continuar como assistente de Bea. No romance, a filha da empregada, aqui Peola (Fredi Washington), deixa a área para sempre. Em ambos os filmes, a filha retorna para o funeral de sua mãe, demonstrando remorso. Molly Hiro descreveu a cena da nova versão como "virtualmente idêntica" à de 1934. Durante a década de 1950, houve um aumento no ativismo no Movimento pelos Direitos Civis, com marcos como o caso Brown v. Board of Education na Suprema Corte dos EUA e o boicote aos ônibus de Montgomery ganhando atenção nacional. Além disso, mais mulheres passaram a trabalhar durante e após a Segunda Guerra Mundial. Ao mesmo tempo, os roteiristas de cinema reconheciam que a discriminação racial e suas desigualdades ainda faziam parte da sociedade.
Os roteiristas criaram então um enredo no qual Lora torna-se uma estrela da Broadway, com Annie auxiliando-a, sendo paga para servir como babá da filha dela e governanta da casa. O produtor Ross Hunter também estava ciente de que essas mudanças no enredo permitiriam que Lana Turner modelasse uma variedade de figurinos glamourosos e jóias caras, algo que segundo ele, atrairia o público feminino. Os figurinos da intérprete para Imitação da Vida custaram mais de US$ 1,078 milhão, tornando-se um dos mais caros da história do cinema até então.
Embora muitas atrizes (a maioria delas brancas) tenham sido testadas para o papel de Sarah Jane. Foi Susan Kohner a escolhida. Ela tem ascendência irlandesa, mexicana e judia-tcheca. Sua mãe era a atriz Lupita Tovar, nascida no México, e seu pai era Paul Kohner um imigrante judeu-tcheco.
A renomada cantora gospel negra Mahalia Jackson interpreta uma versão de "Trouble of the World" durante o funeral de Annie.

## Temas
O longa-metragem "reflete" as mudanças sociais feitas pelos movimentos sociais afro-americanos no final da década de 50. Focando quase que exclusivamente na relação estadunidense entre mulheres negras retintas e seus filhos mestiços, alguns ao qual escolhem passar-se por brancos para não sofrerem preconceito e/ou buscar ascensão social. O próprio título do filme "imitação" sugere pessoas fingindo ser algo que não são para se adequar às expectativas da sociedade, no caso de Imitação da Vida é o caso de Sarah Jane negando sua negritude e também sua mãe Annie Johnson.
Entretanto, o escritor N Wong aponta que Imitação da Vida ainda sofre de estereótipos raciais característicos de sua época. Noé Berlatsky também se pergunta porque as personagens brancas com uma "história banal" tem "tanto desenvolvimento" quanto as personagens negras, caracterizando isso como um exemplo de "filme sobre racismo é, em si mesmo, inevitavelmente, irremediavelmente racista". Ao avaliar a obra, junto com a sua adaptação de 1934, A escritora J. Hoberman para o The New York Times afirma que a inclusão das banais tramas da mulher branca é para constatar: "a personificação do privilégio branco e da autoabsorção descompromissada", e ainda realça como "Todos são duplicados e tudo é espelhado". Em uma reflexão lançada no mês da história das mulheres, o portal Black Girls Nerd comenta que a versão de 1959 tem menos estereótipo Mammy.

## Lançamento e recepção da crítica

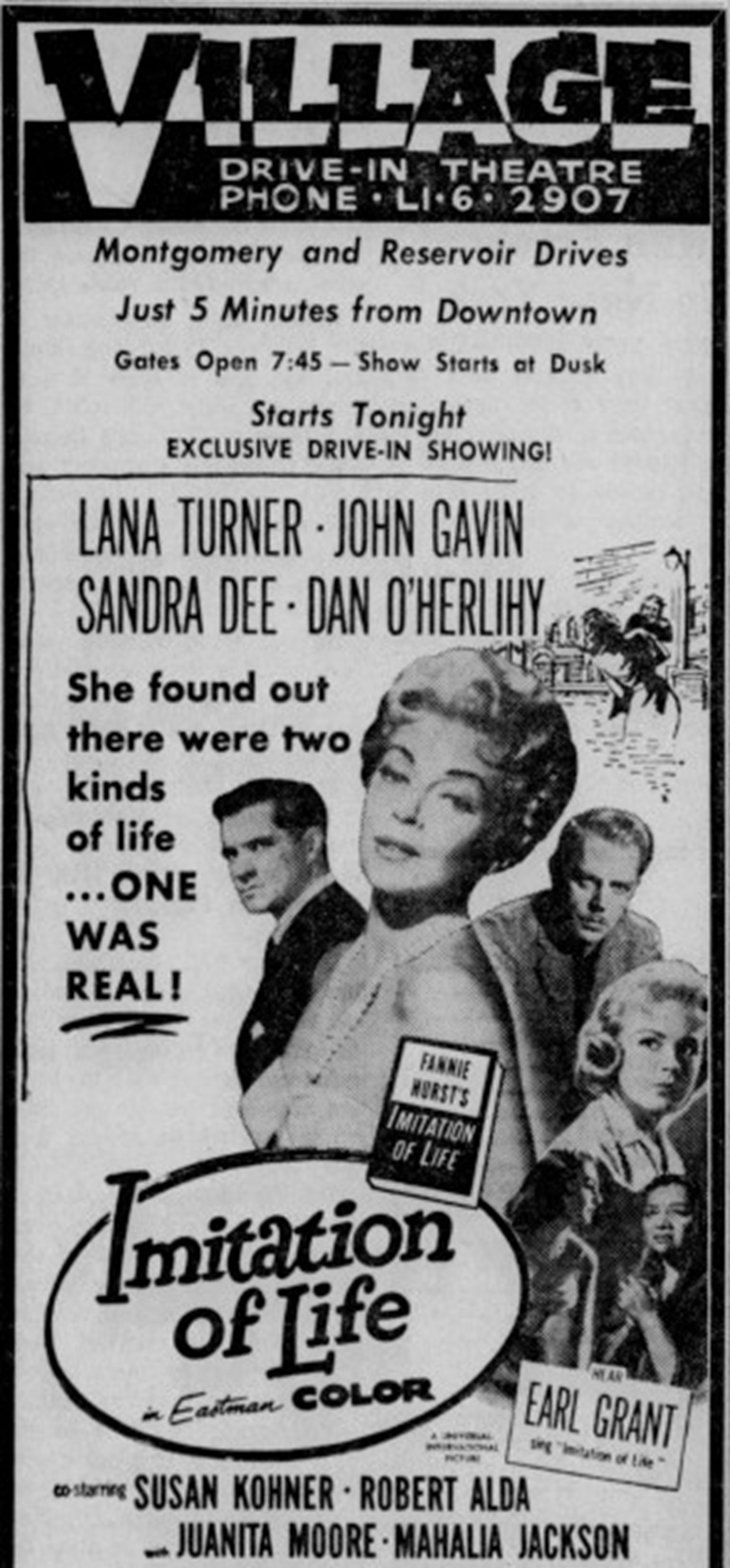
Um anúncio drive-in do longa-metragem em 1959

O longa-metragem estreou em Chicago em 17 de março de 1959, seguido por Los Angeles em 20 de março e Nova York em 17 de abril onde após seu lançamento tornou-se número um nos Estados Unidos por duas semanas. Embora não tenha sido bem avaliado em seu lançamento original e tenha sido visto como inferior à versão cinematográfica original de 1934 – com muitos críticos ridicularizaram o filme a chamando de "novela" – Imitação da Vida foi o sexto filme de maior bilheteria de 1959, arrecadando US$ 6,4 milhões. Acabando por se tornar mais famoso que a sua primeira adaptação do romance.
Desde o final do século XX, Imitação da Vida tem sido reavaliado pelos críticos. Foi considerado uma obra-prima da carreira de Sirk. Emanuel Levy escreveu: "Uma das quatro obras-primas dirigidas na década de 1950, Imitação da Vida, é visualmente exuberante, foi a jóia da coroa de Sirk, encerrando sua carreira em Hollywood antes de retornar à sua terra natal, Alemanha". O tratamento dado por Sirk às questões raciais e de consciência de classe é admirado pelo que ele captou considerando sua época. Em 1997, Rob Nelson disse:
Basicamente, somos levados a intuir que os personagens negros (e o filme) são, eles próprios, produtos do racismo dos anos 50 – o que explica a perspectiva do filme, mas dificilmente o torna menos estonteante. Possivelmente pensando na noção de dupla consciência negra americana de W.E.B. Du Bois, a crítica Molly Haskell certa vez descreveu a dupla visão de Imitação da Vida: "A busca agonizante da garota mestiça por sua identidade não é vista de seu ponto de vista, mas sim refletida ironicamente nos espelhos de parque de diversões da cultura da qual ela está irremediavelmente alienada".
No agregador de críticas Rotten Tomatoes, 82% das 33 críticas são positivas e a classificação média é de 7,8/10. O consenso do site diz: "Douglas Sirk enriquece este remake exuberante de Imitation of Life com comentários raciais e uma ponta afiada, produzindo um melodrama desafiador com o poder de devastar". Enquanto no Metacritic — que atribui uma pontuação média ponderada — o filme tem uma pontuação de 87 em 100 com base em 16 críticos, indicando "aclamação universal". Também é apontando como um dos longa-metragens mais aclamados de 1959.
Imitação da Vida está incluído na lista dos 1.000 melhores filmes já feitos do The New York Times. No ano de 2015 a BBC Online classificou o filme como o 37º maior longa-metragem americano já feito, com base em uma pesquisa com vários críticos de cinema. Na lista de 2022 dos melhores filmes de todos os tempos feito pela British Film Institute Imitação da Vida fica em 75° lugar empatado com A Viagem de Chihiro (2001) e Sanshō Dayū (1954).

## Prêmios e indicações
| Prêmio                            | Categoria                                              | Indicado(s)            | Resultado | Ref.   |
| --------------------------------- | ------------------------------------------------------ | ---------------------- | --------- | ------ |
| Oscar                             | Melhor atriz secundária                                | Susan Kohner           | Indicado  | [ 28 ] |
| Oscar                             | Melhor atriz secundária                                | Juanita Moore          | Indicado  | [ 28 ] |
| Directors Guild of America Awards | Outstanding Directorial Achievement in Motion Pictures | Douglas Sirk           | Indicado  | [ 29 ] |
| Globo de Ouro de 1960             | Melhor atriz coadjuvante - cinema                      | Susan Kohner           | Venceu    | [ 30 ] |
| Globo de Ouro de 1960             | Melhor atriz coadjuvante - cinema                      | Juanita Moore          | Indicado  | [ 30 ] |
| Laurel Awards                     | Top Drama                                              | Top Drama              | Venceu    |        |
| Laurel Awards                     | Top Female Supporting Performance                      | Juanita Moore          | Indicado  |        |
| Laurel Awards                     | Top Cinematography – Color                             | Russell Metty          | Indicado  |        |
| National Film Preservation Board  | National Film Registry                                 | National Film Registry | eleito    | [ 31 ] |

## Mídia doméstica
Imitação da Vida foi lançando junto com a versão de 1934 em DVD no ano de 2003 pela Universal Studios. Um conjunto de dois discos dos filmes foi divulgado pela Universal em 2008. Um Blu-ray com os dois filmes foi publicado durante abril de 2015. Esta edição foi remasterizada e não é idêntica aos lançamentos anteriores em DVD.
A Madman Entertainment na Austrália lançou um conjunto de três discos em DVD, incluindo a versão cinematográfica de 1934, bem como um ensaio em vídeo sobre o filme de 1959 feito por Sam Staggs.

## Na cultura popular
O filme Far from Heaven (2002) de Todd Haynes é uma homenagem à obra de Sirk, juntando elementos visuais e históricos de Imitação da Vida com All That Heaven Allows (1955). O núcleo da personagem dona Cida (Léa Garcia) da telenovela Anjo Mau (1997) é influenciado pelo enredo do filme.
A canção de 1969 de Diana Ross & the Supremes "I'm Livin' in Shame" é baseada em Imitação da Vida. A música de 2001 da banda R.E.M "Imitation of Life", recebeu o título do filme e contém um verso a referenciando: "That's cinnamon, that's Hollywood/c'mon c'mon no-one can see you try". O artista Freddie Mercury tem grande admiração por Imitação da Vida, o classificando como um dos seus longa-metragens favoritos.